# 36e cérémonie des David di Donatello
La 36e cérémonie des David di Donatello s'est déroulée le 2 juin 1991.

## Palmarès

### Meilleur film
- Mediterraneo ex æquo
- Dans la soirée
- Le Chef de gare
- La Maison du sourire
- Le Porteur de serviette

### Meilleur réalisateur
- Marco Risi pour Ragazzi fuori ex æquo
- Ricky Tognazzi pour Ultrà
- Gabriele Salvatores pour Mediterraneo
- Daniele Luchetti pour Le Porteur de serviette
- Francesca Archibugi pour Dans la soirée

### Meilleur réalisateur débutant
- Alessandro D'Alatri pour Americano rosso ex æquo
- Sergio Rubini pour Le Chef de gare
- Antonio Monda pour Dicembre
- Christian De Sica pour Faccione
- Michele Placido pour Pummarò

### Meilleur scénariste
- Sandro Petraglia, Stefano Rulli et Daniele Luchetti pour Le Porteur de serviette ex æquo
- Maurizio Nichetti et Guido Manuli pour Volere volare
- Liliana Betti, Marco Ferreri et Antonino Marino pour La Maison du sourire
- Enzo Monteleone pour Mediterraneo
- Filippo Ascione, Umberto Marino et Sergio Rubini pour Le Chef de gare

### Meilleur producteur
- Claudio Bonivento pour Ragazzi fuori  ex æquo
- Claudio Bonivento pour Ultrà
- Mario Cecchi Gori, Vittorio Cecchi Gori et Gianni Minervini pour Mediterraneo
- Nanni Moretti et Angelo Barbagallo pour Le Porteur de serviette
- Domenico Procacci pour Le Chef de gare

### Meilleure actrice
- Margherita Buy pour Le Chef de gare
- Nancy Brilli pour Italia-Germania 4-3
- Margherita Buy pour La Semaine du Sphinx
- Ingrid Thulin pour La Maison du sourire
- Angela Finocchiaro pour Volere volare

### Meilleur acteur
- Nanni Moretti pour Le Porteur de serviette
- Diego Abatantuono pour Mediterraneo
- Claudio Amendola pour Ultrà
- Silvio Orlando pour Le Porteur de serviette
- Sergio Rubini pour Le Chef de gare

### Meilleure actrice dans un second rôle
- Zoe Incrocci pour Dans la soirée
- Vána Bárba pour Mediterraneo
- Milena Vukotic pour Fantozzi alla riscossa
- Mariella Valentini pour Volere volare
- Anne Roussel pour Le Porteur de serviette
- Alida Valli pour La bocca

### Meilleur acteur dans un second rôle
- Ciccio Ingrassia pour Condominio
- Enzo Cannavale pour  La Maison du sourire
- Giuseppe Cederna pour Mediterraneo
- Sergio Castellitto pour Stasera a casa di Alice
- Ricky Memphis pour Ultrà

### Meilleur directeur de la photographie
- Luciano Tovoli pour Le Voyage du capitaine Fracasse
- Italo Petriccione  pour Mediterraneo
- Alessio Gelsini pour Ultrà
- Giuseppe Lanci pour Le Soleil même la nuit
- Giuseppe Lanci pour Autour du désir

### Meilleur musicien
- Ennio Morricone pour Ils vont tous bien !
- Armando Trovajoli pour Le Voyage du capitaine Fracasse
- Riz Ortolani pour Nel giardino delle rose
- Giancarlo Bigazzi et Marco Falagiani pour Mediterraneo
- Antonello Venditti pour Ultrà

### Meilleur décorateur
- Paolo Biagetti et Luciano Ricceri pour Le Voyage du capitaine Fracasse
- Lucia Mirisola pour Au nom du peuple souverain
- Andrea Crisanti pour Ils vont tous bien !
- Paola Comencini pour Les Amusements de la vie privée
- Gianni Sbarra pour Le Soleil même la nuit

### Meilleur créateur de costumes
- Lucia Mirisola pour Au nom du peuple souverain
- Odette Nicoletti pour Le Voyage du capitaine Fracasse
- Francesco Panni pour Mediterraneo
- Antonella Berardi pour Les Amusements de la vie privée
- Lina Nerli Taviani pour Le Soleil même la nuit

### Meilleur monteur
- Nino Baragli pour Mediterraneo
- Mirco Garrone pour Le Porteur de serviette
- Angelo Nicolini pour Le Chef de gare
- Franco Fraticelli pour Ragazzi fuori
- Carla Simoncelli pour Ultrà

### Meilleur son
- Tiziano Crotti pour Mediterraneo ex æquo
- Remo Ugolinelli pour Ultrà
- Franco Borni pour Le Porteur de serviette
- Franco Borni pour Le Chef de gare
- Tommaso Quattini pour Ragazzi fuori

### Meilleur film étranger
- Cyrano de Bergerac ex æquo
- Hamlet
- Les Affranchis
- Danse avec les loups
- Nikita

### Meilleure actrice étrangère
- Anne Parillaud pour Nikita
- Glenn Close pour Hamlet
- Julia Roberts pour Pretty Woman
- Joanne Woodward pour Mr and Mrs Bridge
- Mia Farrow pour Alice

### Meilleur acteur étranger
- Jeremy Irons pour Le Mystère von Bülow
- Gérard Depardieu pour Cyrano de Bergerac
- Kevin Costner pour Danse avec les loups
- Robert De Niro pour Les Affranchis
- Dirk Bogarde pour Daddy nostalgie

### Premio Alitalia
- Enrico Montesano

### David Luchino Visconti
- Marcel Carné

### David Spécial
- Vittorio Gassman

### David pour la carrière
- Mario Cecchi Gori
- Mario Nascimbene
- Alida Valli